# Wait (The Beatles)
Wait is een lied van de Britse popgroep The Beatles dat in 1965 werd uitgebracht op het album Rubber Soul. Het lied staat op naam van het schrijversduo Lennon-McCartney, maar Paul McCartney heeft beweerd dat het nummer grotendeels van zijn hand is.

## Achtergrond
Paul McCartney herinnert zich dat hij Wait in begin 1965 schreef op de Bahama's, waar The Beatles op dat moment verbleven voor de opnamen van hun tweede speelfilm Help!. Daar ontmoetten The Beatles acteur Brandon De Wilde die gefascineerd was door het werk van The Beatles. McCartney herinnert zich dat hij Wait schreef in het bijzijn van De Wilde, en dat deze zeer geïnteresseerd was om te zien hoe dit in zijn werk ging. Volgens McCartney herinnert hij zich niet dat John Lennon meewerkte aan het nummer.

## Opnamen
Tijdens de sessies voor de gelijknamige soundtrack bij de film Help!, begonnen The Beatles op 17 juni 1965 in de Abbey Road Studios in Londen aan de opnamen van Wait. Die dag namen ze vier takes van het nummer op, waarvan alleen de laatste compleet was. Ze bespeelden gitaren, drums, en basgitaar. Daarnaast zongen Lennon en McCartney samen de leadvocals. Deze opname van Wait werd echter niet gebruikt voor Help!. Waarom deze opname niet werd gebruikt is onduidelijk.
Op 11 november was de laatste opnamedag voor Rubber Soul. Tot dan toe hadden The Beatles vanaf 1963 ieder jaar twee nieuwe albums uitgebracht. In 1965 was Help! al uitgekomen, maar er moest dus nog een album uitgebracht worden. De opnamen voor Rubber Soul begonnen echter pas op 12 oktober, waardoor The Beatles onder enorme tijdsdruk stonden om genoeg nummers te schrijven en op te nemen voordat de nieuwe LP geperst zou worden. Vanwege deze tijdsdruk werd op 11 november verdergegaan met de oude opname van Wait. Aan deze oude opname werden gitaar met effectpedaal, tamboerijn, maraca's en aanvullende zangpartijen toegevoegd.

## Credits
- John Lennon - zang, slaggitaar, tamboerijn
- Paul McCartney - zang, basgitaar
- George Harrison - gitaar
- Ringo Starr - drums, maraca's